# Hammonton
Hammonton ist eine Stadt im Atlantic County, im US-Bundesstaat New Jersey, USA. Das U.S. Census Bureau ermittelte bei der Volkszählung 2020 eine Einwohnerzahl von 14.711.

## Geographie
Nach dem United States Census Bureau hat die Stadt eine Gesamtfläche von 107,4 km², wovon 106,9 km² Land und 0,5 km² (0,51 %) Wasser ist.

## Geschichte
Ein Haus in Hammonton ist im National Register of Historic Places (NRHP) eingetragen (Stand 29. September 2018), das William L. Black House.

## Demographie
Nach der Volkszählung von 2000 gibt es 12.604 Menschen, 4.619 Haushalte und 3.270 Familien in der Stadt. Die Bevölkerungsdichte beträgt 117,9 Einwohner pro km². 87,85 % der Bevölkerung sind Weiße, 1,74 % Afroamerikaner, 0,14 % amerikanische Ureinwohner, 1,14 % Asiaten, 0,02 % pazifische Insulaner, 7,83 % anderer Herkunft und 1,27 % Mischlinge. 14,88 % sind Latinos unterschiedlicher Abstammung.
Von den 4.619 Haushalten haben 30,2 % Kinder unter 18 Jahre. 54,6 % davon sind verheiratete, zusammenlebende Paare, 11,2 % sind alleinerziehende Mütter, 29,2 % sind keine Familien, 23,9 % bestehen aus Singlehaushalten und in 12,5 % Menschen sind älter als 65. Die Durchschnittshaushaltsgröße beträgt 2,65, die Durchschnittsfamiliengröße 3,14.
22,8 % der Bevölkerung sind unter 18 Jahre alt, 7,9 % zwischen 18 und 24, 29,2 % zwischen 25 und 44, 22,1 % zwischen 45 und 64, 18,0 % älter als 65. Das Durchschnittsalter beträgt 39 Jahre. Das Verhältnis Frauen zu Männer beträgt 100:93,9, für Menschen älter als 18 Jahre beträgt das Verhältnis 100:92,7.
Das jährliche Durchschnittseinkommen der Haushalte beträgt 43.137 USD, das Durchschnittseinkommen der Familien 52.205 USD. Männer haben ein Durchschnittseinkommen von 36.219 USD, Frauen 27.900 USD. Der Prokopfeinkommen der Stadt beträgt 19.889 USD. 9,1 % der Bevölkerung und 5,7 % der Familien leben unterhalb der Armutsgrenze, davon sind 9,0 % Kinder oder Jugendliche jünger als 18 Jahre und 10,8 % der Menschen sind älter als 65.

## Städtepartnerschaften
Partnerstadt von Hammonton ist San Gregorio da Sassola Provinz Rom in der italienischen Region Latium.

## Persönlichkeiten
- Victor Moore (1876–1962), US-amerikanischer Schauspieler/Komiker/Schriftsteller/Regisseur
- Ray Blanchard (* 1945), US-amerikanischer Sexualwissenschaftler und Psychologe
- The Early November, US-amerikanische Rockband

## Nachweise
1. ↑  www.townofhammonton.org. (abgerufen am 1. Januar 2025).
2. ↑  Explore Census Data Total Population in Hammonton town, Atlantic County, New Jersey. US Census Bureau, abgerufen am 1. Januar 2025 (englisch).
3. ↑  Suchmaske Datenbank im National Register Information System. National Park Service, abgerufen am 29. September 2018.
4. ↑  PressofAtlanticCity.com: „Italian Heritage On Parade“ – …sister city' relationship between San Gregorio da Sassola, Italy, and Hammonton…, abgerufen am 7. Juni 2018